# T-6 (航空機・2代)
T-6 テキサンII
アメリカ空軍のT-6A テキサンII
- 用途：初等・基本練習機、COIN機
- 製造者：レイセオン・ビーチ（現ホーカー・ビーチクラフト）
- 運用者

-  アメリカ合衆国（アメリカ空軍・海軍）
-  カナダ（カナダ空軍）
-  ギリシャ（ギリシャ空軍）
-  イスラエル（イスラエル空軍）他

- 初飛行：1998年7月15日[1]
- 生産数：1000機以上で更新中
- 運用状況：現役

T-6 テキサンII（英: T-6 Texan II）は、1990年代初頭に運用が開始されたアメリカ合衆国製の練習機である。この航空機の愛称は練習機などの用途で成功を収めたT-6 テキサンに因んでいるが、初代テキサンとテキサンIIは用途が共通するのみであり、製造メーカーや諸元といった点に相互の関連は無い。

## 開発
1990年代初頭、アメリカ空軍とアメリカ海軍は統合基本航空機訓練システム計画（JPATS計画）を発表した。これは、老朽化したT-37BとT-34Cを1種類の練習機で代替することで、部品や整備、操縦の互換性を高め、コストを大幅に削減できると共に、航空機製造メーカーにとっては数百機の大型受注を得ることができるまたとない機会であった。この計画の応募機は既存の機種もしくはその発展型と規定され、アメリカ国内の企業が世界各地の航空機メーカーと提携して応募した。この内レイセオン・ビーチ社は、スイスのピラタス社が開発したターボプロップ練習機PC-9をJPATS計画向けに改造した機体PC-9 Mk.IIを提出した。
1995年6月22日、PC-9 Mk.IIは共同初等練習機に採用され、1930年代から1960年代にかけて使用されたノースアメリカン社製のレシプロ高等練習機のT-6 テキサンに因んでT-6 テキサンIIと命名されると共に、141機の第一次発注が行われた。1998年7月15日に初飛行。量産機の配備は1999年から開始されている。
アメリカでは、空軍で372機、海軍で339機を装備する予定。タンデム複座配置であり教官のフォローが難しく、原型となったPC-9と同様に性能も高すぎるため初心者が容易に扱える機体ではない。米軍は、より小型のT-53Aなどを飛行適性検査や前段階の初等訓練に併用している。

## 設計
外見こそ原型となったPC-9とほぼ同一であるが、米軍の要求に合わせるため約90%の設計変更が加えられている。
エンジンは、プラット・アンド・ホイットニー・カナダ製のPT6A-68（最大出力1,274kWを820kWに減格）に換装されて出力増強による性能向上が行われ、スロットルレバーに対する反応も滑らかになるように考慮された。機体には内部の与圧化に伴う胴体の強化、方向舵および昇降舵の空力変更、降着装置の強化、燃料容量の増加などの改良が施された。特に大きく変更されたのがコックピットで、バードストライク対策のための風防強化、ゼロ・ゼロ射出座席の搭載、計器類の近代化が行われた。これらの改良により、風防前部にフレームが、後部胴体下部にフィンが追加されている点がPC-9との外見上の大きな違いとなっている。

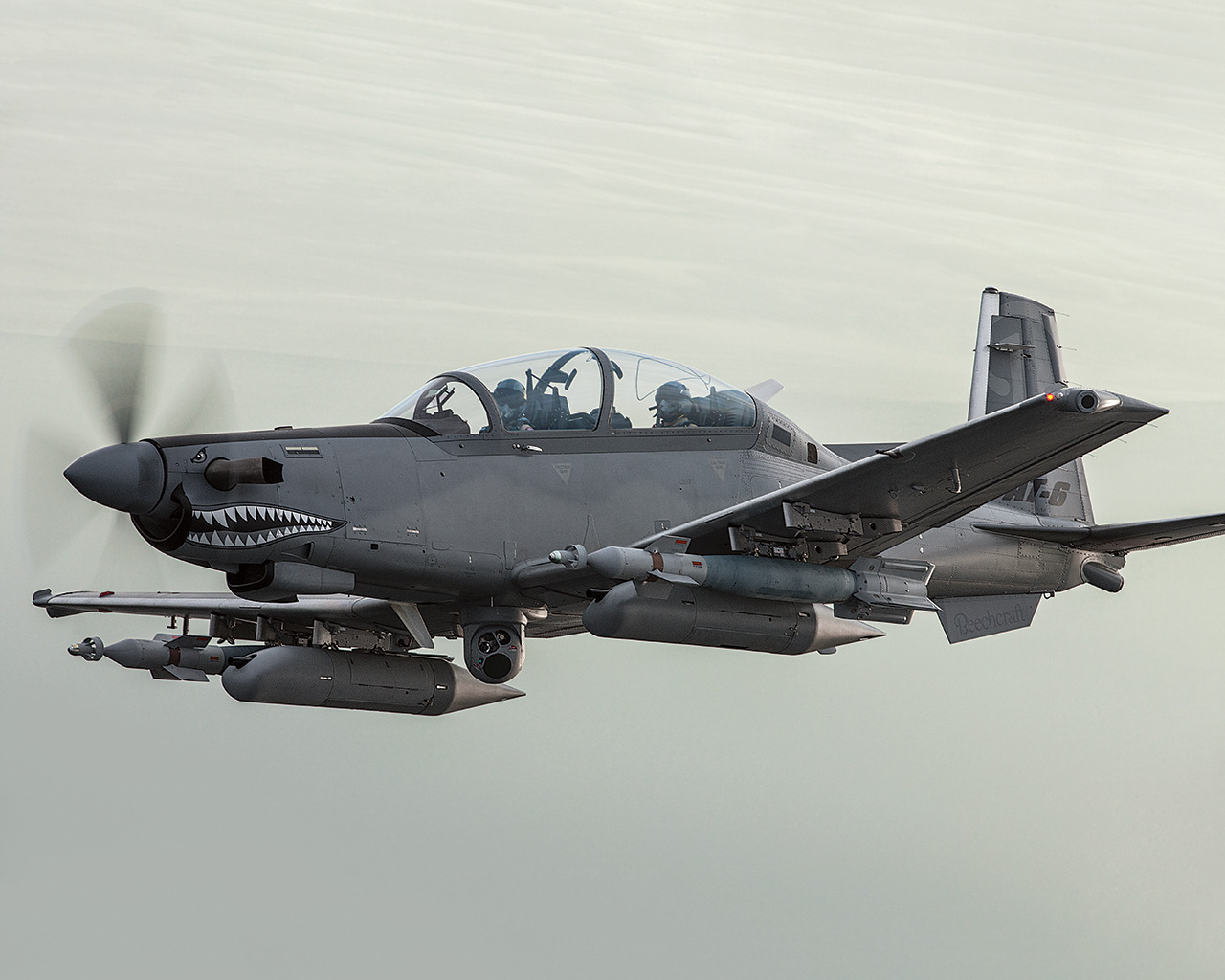
AT-6のデモンストレーター機

この基本型T-6Aに対し、アメリカ海軍向けの改良型T-6Bではコックピットのグラスコックピット化が行われ、HUDやHOTAS概念も導入されたほか、主翼下に片側3箇所のハードポイントが設けられている。T-6Bを元に軽攻撃機型としたのがAT-6 ウルヴァリン(Wolverine)で、エンジンはそのままながら最大出力がエンジンの定格に近い1,193kWにまで引き上げられ、1,415kgのペイロードを持つ。軍規格1760兵器インターフェースを装備したことにより、JDAMやペイブウェイといった誘導爆弾や、AIM-9 サイドワインダー空対空ミサイルも搭載できる。他にも、コックピットには防弾措置が取られ、ミサイル警報装置やチャフ・フレアディスペンサーを搭載する。このAT-6は、アメリカ空軍がアフガニスタンへ供与する軽攻撃機となる軽航空支援（LAS）計画にも応募したが、A-29 スーパーツカノに敗れた。アメリカ空軍の軽攻撃機計画OA-XにもA-29と並んで候補となっていたが、この計画は2018年12月に無期限延期となっている。その後、2021年に航空戦闘軍団の戦術開発や標準化のために2機のAT-6が発注された。

## 海外の採用国
原型のPC-9とは別に、国外への売り込みも行われている。
- アルゼンチン
- カナダ：CT-156 ハーヴァードII (Harvard II) の名称で採用。
- コロンビア：製造1,000機目の機体はこのコロンビア向けに納入される機体であった[5]。
- イギリス：空海軍からパイロット訓練を受託しているアセント・コンソーシアムが2014年11月18日に採用を発表[6]。正式名称はテキサン T.1[7]。
- ギリシャ：2024年時点で、ギリシャ空軍が13機のT-6A、15機のT-6Bを保有（推定）[8]。
- イスラエル：練習機、および曲技飛行隊「IAF エアロバティックチーム」の使用機として運用。
- イラク：T-6に加えてAT-6も発注・受領している[9]と報じられたこともあったが、実際に納入されたのはT-6のみである。
- モロッコ - 2024年時点で、モロッコ空軍が24機のT-6Cを保有[10]。
- メキシコ
- ニュージーランド
- チュニジア：2020年2月、アメリカ国防安全保障協力局が対外有償軍事援助で4機のAT-6Cと予備エンジン2基、BAE APKWSロケット弾など各種兵装、誘導キットを3億2,580万ドルで輸出することが発表された[11]。さらに、2021年には8機のT-6Cが練習機として発注され、2022年11月から納入が行われている[12]。
- タイ：2021年11月、テキストロンとタイ空軍は8機のAT-6THの購入契約を締結した[13]。
- 日本：2024年11月29日、航空自衛隊はT-7後継の次期初等練習機および地上教育器材としてT-6を選定したと発表した[14]。機体単価は1機あたり12億円で、2030年からの代替を予定している[15]。

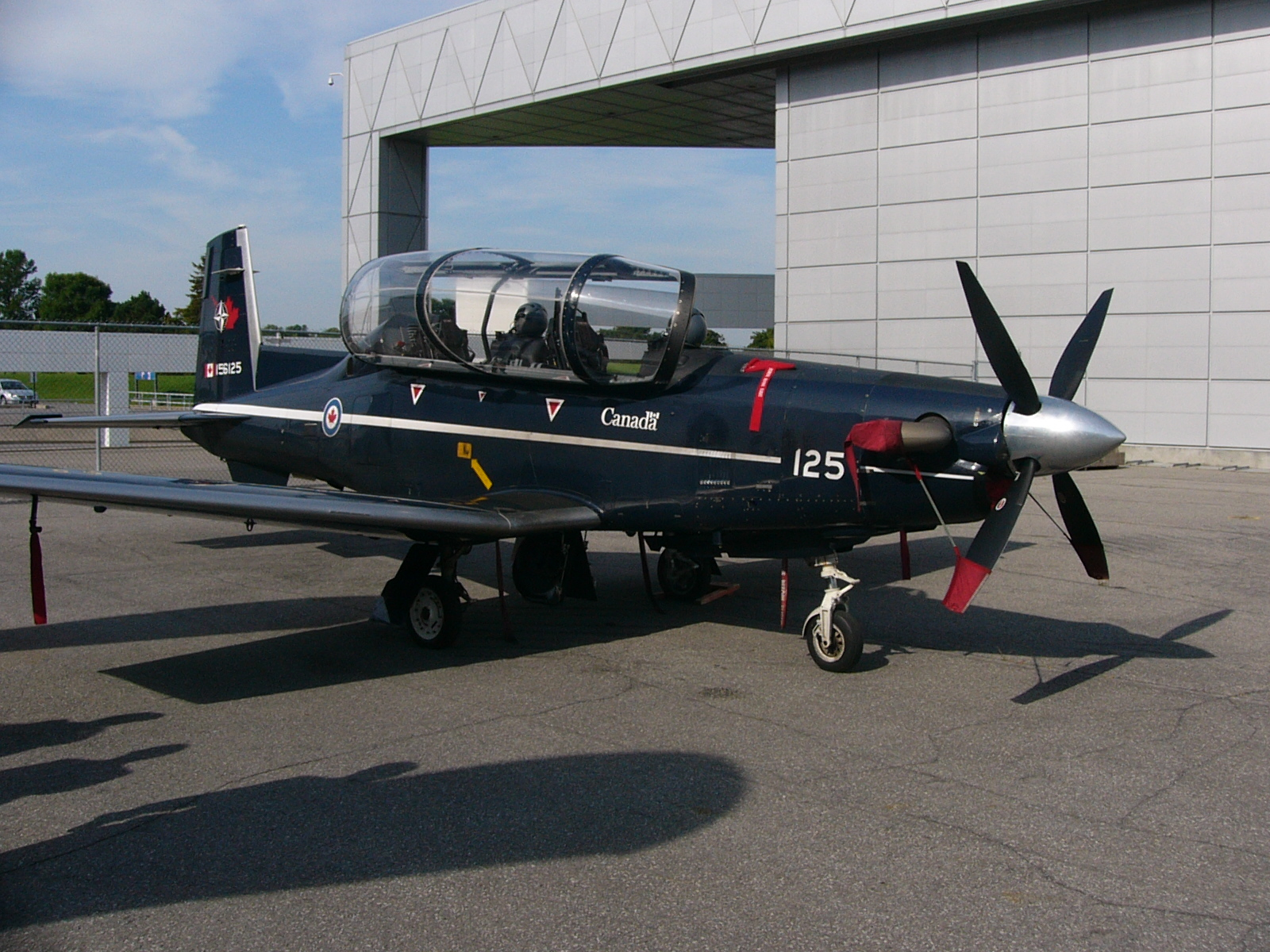
カナダ空軍のCT-156 ハーヴァードII
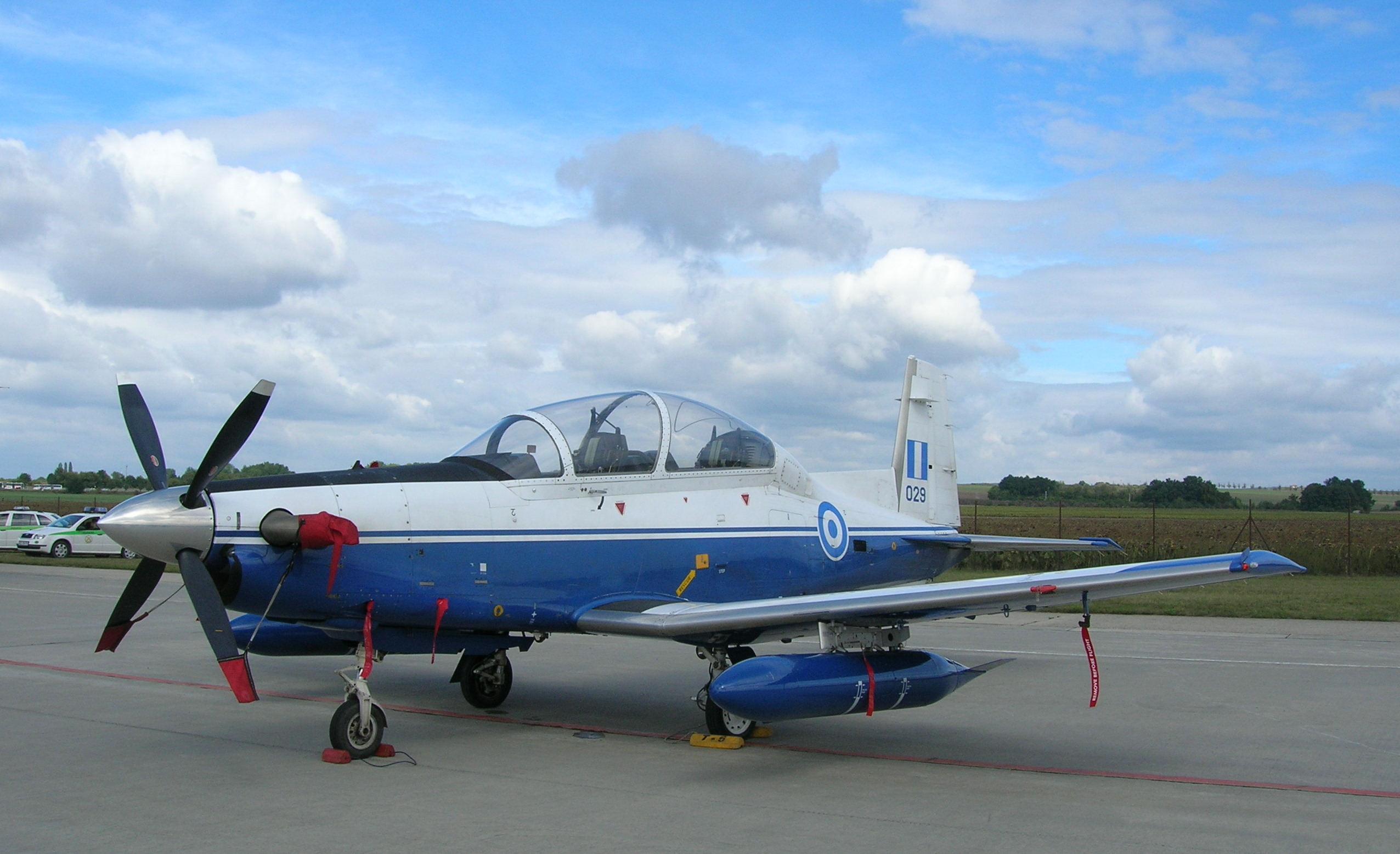
ギリシャ空軍のT-6A
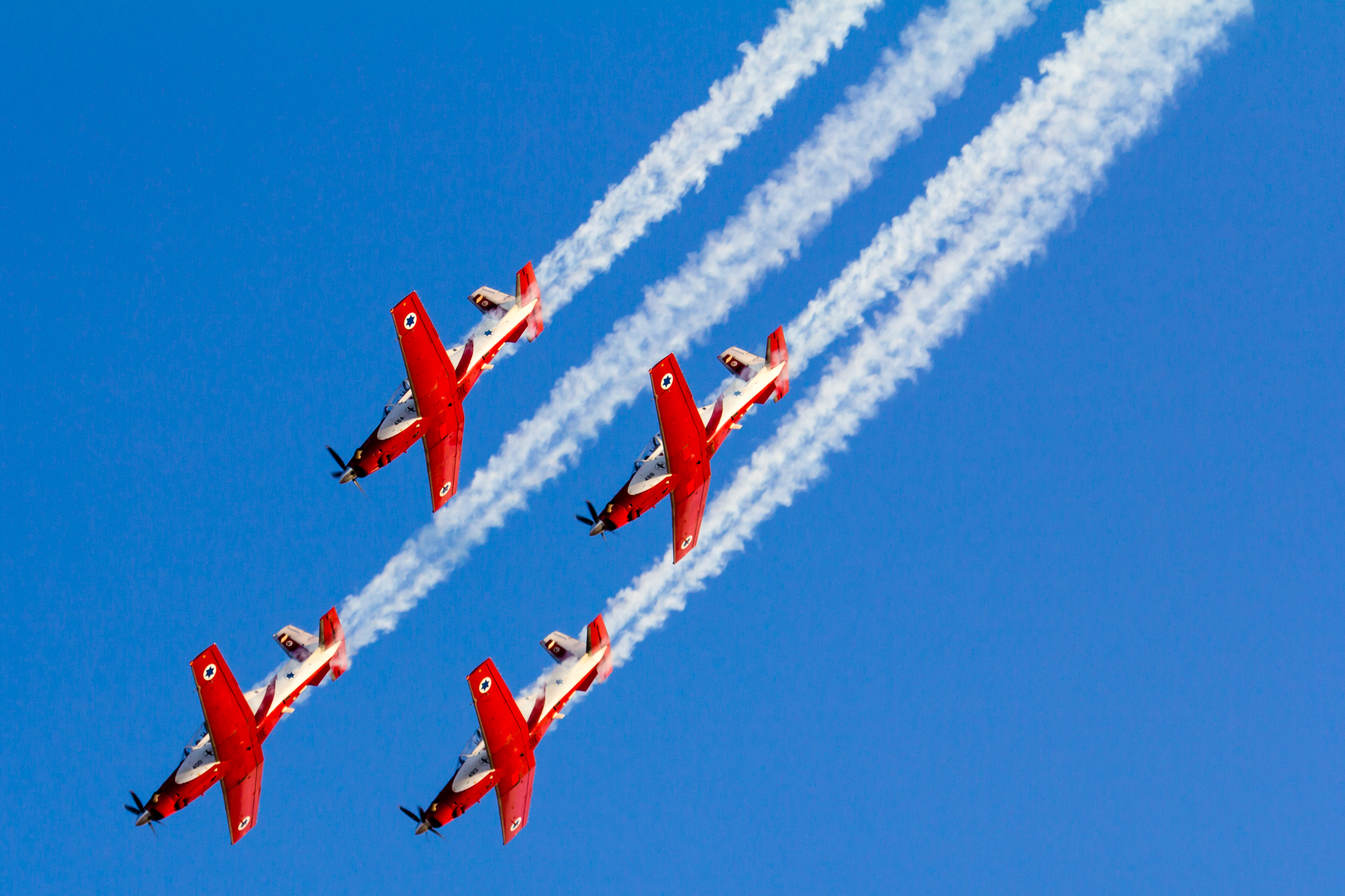
編隊飛行するイスラエル空軍エアロバティックチームのT-6A

## 派生型

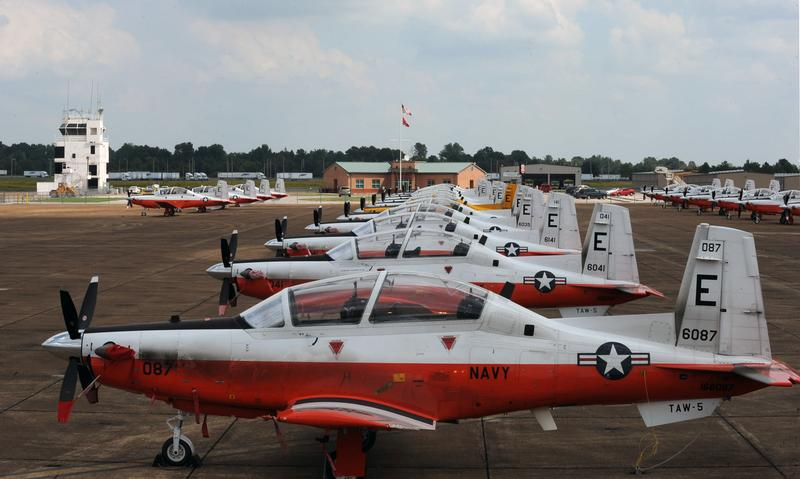
米海軍のT-6B
空軍のT-6Aと異なり赤系統の塗装が施されている

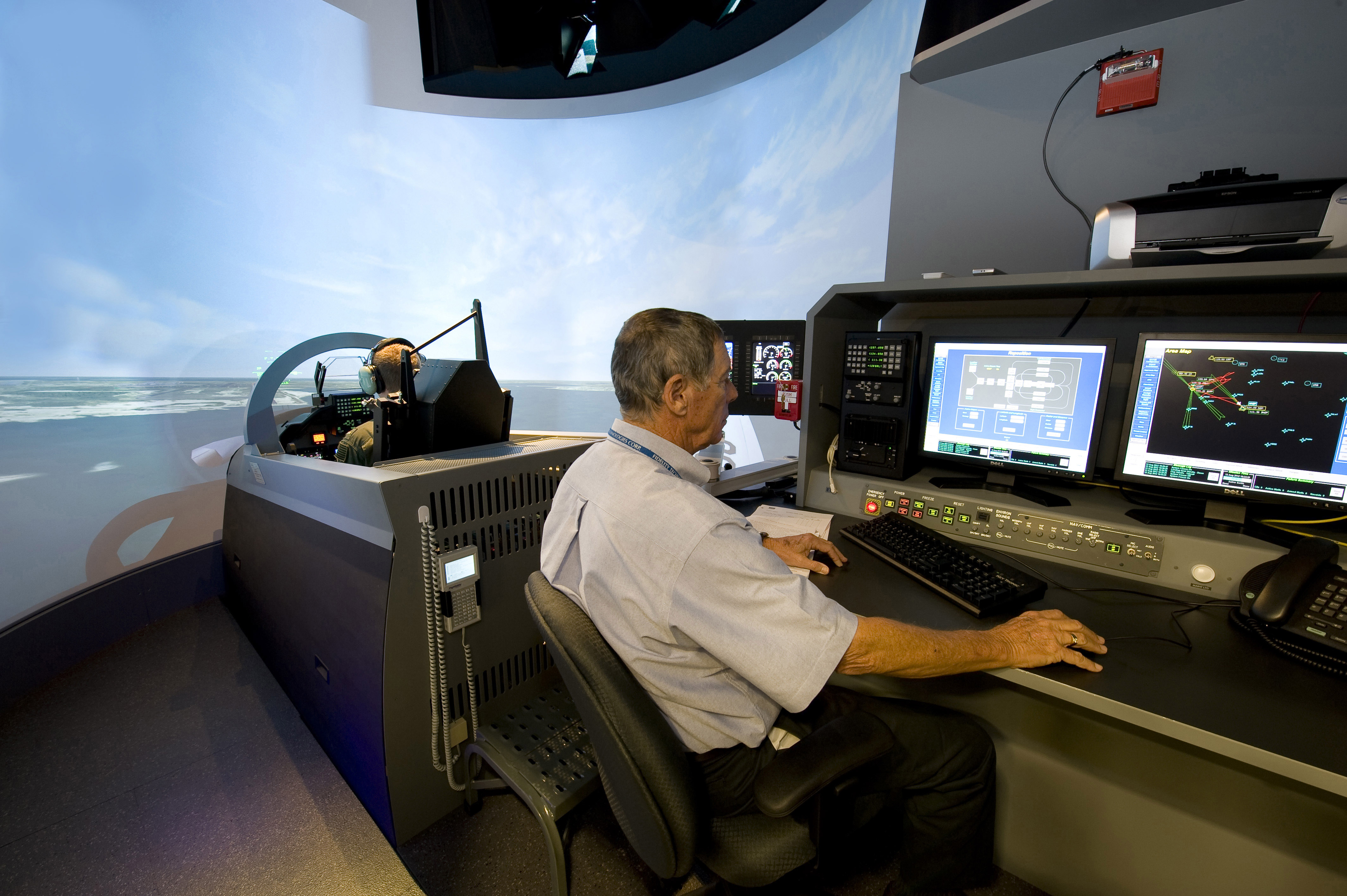
T-6Bのフライトシミュレータ

T-6A
基本型。
T-6A NTA
ギリシャ向けのT-6A。ハードポイントが追加されている。
CT-156 ハーヴァードII
カナダ向けのT-6A。内装が若干異なる。
T-6B
グラスコックピットを導入したアメリカ海軍向け。ハードポイントが追加されている。
AT-6 ウルヴァリン
T-6Bをベースにした軽攻撃機型。
AT-6B
2017～18年頃に米空軍がトライアルを行っていたが、2018年12月に調達計画の無期限延期が決まった。
AT-6E
米空軍の軽攻撃実験計画（Light Attack Experiment計画、LAE計画）に伴い開発された軽攻撃機の実証実験機。2021年に7,020万ドルで2機が調達され、A-29との比較試験が行われている。
T-6C
T-6Bの輸出型。空対空・空対地射撃のシミュレーションが可能。
軽武装を可能とし兵器訓練にも対応したT-6C+もある。

## スペック
- 乗員：2名
- 全幅：10.13m
- 全長：10.14m
- 全高：3.26m
- 翼面積：16.29m2
- 空虚重量：2,087kg
- 最大離陸重量：2,857kg
- エンジン：プラット・アンド・ホイットニー・カナダ PT6A-68 ターボプロップ×1
- 推力：820kW
- 最大水平速度：574km/h=M0.47